# Walena alba
Walena alba är en insektsart som först beskrevs av Melichar 1902.  Walena alba ingår i släktet Walena och familjen Flatidae. Inga underarter finns listade i Catalogue of Life.